# أوسيا كولينيساو
أوسيا كولينيساو هو لاعب اتحاد رغبي من فيجي، يلعب مع نادي أولد غلوري دي سي في دوري الرغبي الرئيسي (MLR). قاد فريق فيجي سباعيات الرغبي إلى أول ميدالية ذهبية أولمبية له في أولمبياد ريو 2016. وهو حاليًا مدرب فريق فيجي سباعيات الرغبي للرجال.
ظهرت صورته على ورقة نقدية قيمتها 7 دولارات فيجية أصدرت عام 2016.